# Rally dell'Acropoli

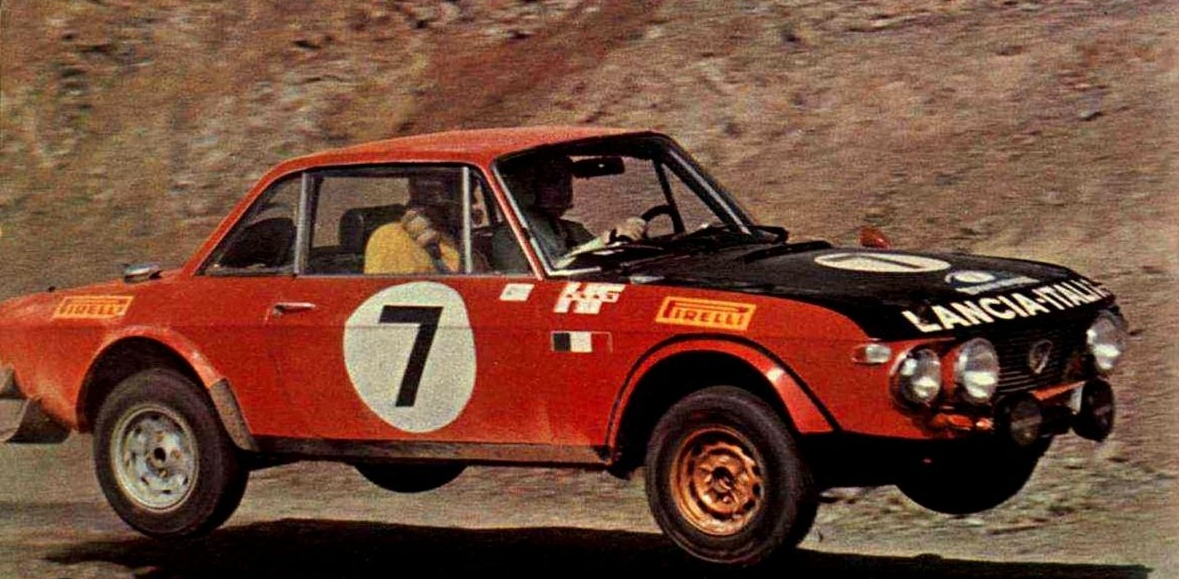
Una Lancia Fulvia Coupé HF al Rally dell'Acropoli del 1972.

Il Rally dell'Acropoli o Acropolis Rally of Greece è uno dei più importanti e famosi rally automobilistici mondiali, per molti anni nel calendario del World Rally Championship.
Dal 2014 al 2018 è iscritto nel calendario del Campionato Europeo Rally, ed è valevole come Rally di Grecia, per poi ritornare nel campionato mondiale a partire dalla stagione 2021.

## Storia
Il rally viene corso su sterrate ed accidentate strade di montagna intorno ad Atene nella calda estate greca. Nel 2005, venne designato Rally of the Year.
Il rally dell'Acropoli è stato organizzato per 51 anni dall'Automobile and Touring Club of Greece (ELPA), facendo dello stesso una delle gare più longeve nel mondo dei rally. Molti piloti importanti hanno vinto questa gara e fra questi Walter Röhrl, Björn Waldegård, Ari Vatanen, Stig Blomqvist, Juha Kankkunen, Miki Biasion, Carlos Sainz e Colin McRae. Per la natura del suo tracciato, costituito da un misto di tortuose tappe di montagna accoppiate a ondate di calore e polvere soffocante, il Rally dell'Acropoli è uno dei più difficili del circuito mondiale di rally. Le auto che vengono usate in questa gara devono essere costruite con una scocca più robusta per poter resistere alle proiezioni delle pietre di cui è disseminato il fondo stradale. Pilota e navigatore debbono poi fare i conti con il terreno sconnesso e le alte temperature estive, che spesso raggiungono i 50 ° C all'interno dell'abitacolo.
Nell'edizione del 2005 è stata introdotta una nuova prova speciale; una super prova disputata all'interno dello Stadio olimpico di Atene. Nel 2006 vennero inserite due super prove nello stesso stadio. Il comitato organizzatore del rally si spostò da Lamia all'Athens Olympic Sports Complex. Nel 2007, la super prova speciale (assieme al quartier generale dell'organizzazione) è stata spostata al Markopoulo Olympic Equestrian Centre. Nel 2008 le due super prove speciali vennero organizzate all'aeroporto militare di Tatoi.
Durante lo svolgimento del Rally, spesso i piloti attraversano luoghi altamente suggestivi: uno di questi è la prova speciale di Meteora, nella regione della Tessaglia, che regala una scenografia unica al passaggio delle vetture. Famose sono le fotografie che ritraggono molti dei più grandi piloti della storia mentre affrontano questo tratto cronometrato, con sullo sfondo i caratteristici monasteri edificati in cima a picchi rocciosi inaccessibili se non attraverso particolari sistemi di risalita.

## Albo d'oro
| Anno      | Denominazione                              | Vincitori                             | Auto                          | Scuderia                   | Validità             |
| --------- | ------------------------------------------ | ------------------------------------- | ----------------------------- | -------------------------- | -------------------- |
| 1951      | Greek Rally                                | Petros Peratikos nd                   | Fiat 1400                     | -                          | -                    |
| 1952      | Rallye A.T.C.G. (E.L.P.A.)                 | Johnny Pesmazoglou Nikos Papamichael  | Chevrolet                     | -                          | -                    |
| 1953      | 1st Rally Acropolis                        | Nicos Papamichael Spiros Dimitrakos   | Jaguar XK120                  | -                          | -                    |
| 1954      | 2nd Rally Acropolis                        | Petros Papadopoulos Spiros Dimitrakos | Jaguar XK120                  | -                          | -                    |
| 1955      | 3rd Rally Acropolis                        | Johnny Pesmazoglou M. Papandreou      | Opel Kapitän                  | -                          | -                    |
| 1956      | 4th Rally Acropolis                        | Walter Schock Rolf Moll               | Mercedes-Benz 300 SL W198 I   | -                          | ERC                  |
| 1957      | 5th Rally Acropolis                        | Jean Estager Lucille Estager          | Ferrari 250 GT                | -                          | ERC                  |
| 1958      | 6th Rally Acropolis                        | Luigi Villoresi Ciro Basadonna        | Lancia Aurelia B20 GT         | -                          | ERC                  |
| 1959      | 7th Rally Acropolis                        | Wolfgang Levy Hans Wencher            | Auto Union 1000               | -                          | ERC                  |
| 1960      | 8th Acropolis Rally                        | Walter Schock Rolf Moll               | Mercedes-Benz 220 SE          | -                          | ERC                  |
| 1961      | 9th Rally Acropolis                        | Erik Carlsson Walter Karlsson         | Saab 96                       | -                          | ERC                  |
| 1962      | 10th Rally Acropolis                       | Eugen Böhringer Rolf Moll             | Mercedes-Benz 220 SEb W111    | -                          | ERC                  |
| 1963      | 11th Acropolis Rally                       | Eugen Böhringer Rolf Moll             | Mercedes-Benz 300 SE          | -                          | ERC                  |
| 1964      | 12th Rally Acropolis                       | Tom Trana Gunnar Thermanius           | Volvo PV 544                  | -                          | ERC                  |
| 1965      | 13th Acropolis Rally                       | Carl-Magnus Skogh Lennart Berggren    | Volvo 122 S                   | -                          | ERC                  |
| 1966      | 14th Acropolis Rally                       | Bengt Söderström Gunnar Palm          | Ford Cortina Lotus            | -                          | ERC                  |
| 1967      | 15th Acropolis Rally                       | Paddy Hopkirk Ronald Crellin          | BMC Morris Cooper S           | -                          | ERC                  |
| 1968      | 16th Acropolis Rally                       | Roger Clark Jim Porter                | Ford Escort Twin Cam          | -                          | ERC                  |
| 1969      | 17th Acropolis Rally                       | Pauli Toivonen Martti Kolari          | Porsche 911 S                 | Porsche System Engineering | ERC                  |
| 1970      | 18th Acropolis Rally                       | Jean-Luc Thérier Marcel Callewaert    | Alpine-Renault A110 1600      | -                          | ICM                  |
| 1971      | 19th Acropolis Rally                       | Ove Andersson David Stone             | Alpine-Renault A110 1600      | Alpine Renault             | ICM                  |
| 1972      | 20th Acropolis Rally                       | Håkan Lindberg Helmut Eisendle        | Fiat 124 Sport Spider         | Fiat                       | ICM                  |
| 1973      | 21st Acropolis Rally                       | Jean-Luc Thérier Christian Delferier  | Alpine-Renault A110 1800      | -                          | WRC                  |
| 1974      | Non disputato                              | Non disputato                         | Non disputato                 | Non disputato              | Non disputato        |
| 1975      | 22nd Acropolis Rally                       | Walter Röhrl Jochen Berger            | Opel Ascona 1.9 SR            | Opel Euro Händler Team     | WRC                  |
| 1976      | 23rd Acropolis Rally                       | Harry Källström Claes-Göran Andersson | Datsun Violet 160J            | N.I. Theocharakis          | WRC                  |
| 1977      | 24th Acropolis Rally                       | Björn Waldegård Hans Thorszelius      | Ford Escort RS 1800           | Ford Motor Co. Ltd.        | WRC Coppa FIA piloti |
| 1978      | 25th Acropolis Rally                       | Walter Röhrl Christian Geistdörfer    | Fiat 131 Abarth Rally         | -                          | WRC Coppa FIA piloti |
| 1979      | 26th Acropolis Rally                       | Björn Waldegård Hans Thorszelius      | Ford Escort RS 1800           | Rothmans Rally Team        | WRC                  |
| 1980      | 27th Acropolis Rally                       | Ari Vatanen David Richards            | Ford Escort RS 1800           | Rothmans Rally Team        | WRC                  |
| 1981      | 28th Acropolis Rally                       | Ari Vatanen David Richards            | Ford Escort RS1800            | Rothmans Rally Team        | WRC                  |
| 1982      | 29th Rothmans Acropolis Rally              | Michèle Mouton Fabrizia Pons          | Audi quattro                  | Audi Sport                 | WRC                  |
| 1983      | 30th Rothmans Acropolis Rally              | Walter Röhrl Christian Geistdörfer    | Lancia Rally 037              | Martini Racing             | WRC                  |
| 1984      | 31st Rothmans Acropolis Rally              | Stig Blomqvist Björn Cederberg        | Audi Quattro A2               | Audi Sport                 | WRC                  |
| 1985      | 32nd Rothmans Acropolis Rally              | Timo Salonen Seppo Harjanne           | Peugeot 205 Turbo 16          | Peugeot Talbot Sport       | WRC                  |
| 1986      | 33rd Bosch Acropolis Rally                 | Juha Kankkunen Juha Piironen          | Peugeot 205 Turbo 16 Evo2     | Peugeot Talbot Sport       | WRC                  |
| 1987      | 34th Acropolis Rally                       | Markku Alén Ilkka Kivimäki            | Lancia Delta HF 4WD           | Martini Lancia             | WRC                  |
| 1988      | 35th Acropolis Rally                       | Miki Biasion Tiziano Siviero          | Lancia Delta Integrale        | Martini Lancia             | WRC                  |
| 1989      | 36th Acropolis Rally                       | Miki Biasion Tiziano Siviero          | Lancia Delta Integrale        | Martini Lancia             | WRC                  |
| 1990      | 37th Acropolis Rally                       | Carlos Sainz Luis Moya                | Toyota Celica GT-Four ST165   | Toyota Team Europe         | WRC                  |
| 1991      | 38th Acropolis Rally                       | Juha Kankkunen Juha Piironen          | Lancia Delta Integrale 16V    | Martini Lancia             | WRC                  |
| 1992      | 39th Acropolis Rally                       | Didier Auriol Bernard Occelli         | Lancia Delta HF Integrale     | Martini Racing             | WRC                  |
| 1993      | 40th Acropolis Rally                       | Miki Biasion Tiziano Siviero          | Ford Escort RS Cosworth       | Ford Motor Co. Ltd.        | WRC                  |
| 1994      | 41st Acropolis Rally                       | Carlos Sainz Luis Moya                | Subaru Impreza 555            | 555 Subaru WRT             | WRC                  |
| 1995      | 42nd Acropolis Rally                       | Armodios Vovos Konstantinos Stefanis  | Lancia Delta HF Integrale     | -                          | Coppa FIA 2 litri    |
| 1996      | 43rd Acropolis Rally                       | Colin McRae Derek Ringer              | Subaru Impreza 555            | 555 Subaru WRT             | WRC                  |
| 1997      | 44th Acropolis Rally                       | Carlos Sainz Luis Moya                | Ford Escort WRC               | Ford Motor Co. Ltd.        | WRC                  |
| 1998      | 45th Acropolis Rally                       | Colin McRae Nicky Grist               | Subaru Impreza WRC 98         | 555 Subaru WRT             | WRC                  |
| 1999      | 46th Acropolis Rally                       | Richard Burns Robert Reid             | Subaru Impreza WRC 99         | Subaru World Rally Team    | WRC                  |
| 2000      | 47th Acropolis Rally                       | Colin McRae Nicky Grist               | Ford Focus WRC 00             | Ford Motor Co. Ltd.        | WRC                  |
| 2001      | 48th Acropolis Rally                       | Colin McRae Nicky Grist               | Ford Focus RS WRC 01          | Ford Motor Co. Ltd.        | WRC                  |
| 2002      | 49th Acropolis Rally                       | Colin McRae Nicky Grist               | Ford Focus RS WRC 02          | Ford Motor Co. Ltd.        | WRC                  |
| 2003      | 50th Golden Acropolis Rally                | Markko Märtin Michael Park            | Ford Focus RS WRC 03          | Ford Motor Co. Ltd.        | WRC                  |
| 2004      | 51st Acropolis Rally of Greece             | Petter Solberg Phil Mills             | Subaru Impreza WRC2004        | Subaru WRT                 | WRC                  |
| 2005      | 52nd Acropolis Rally of Greece             | Sébastien Loeb Daniel Elena           | Citroën Xsara WRC             | Citroën Total WRT          | WRC                  |
| 2006      | 53rd BP Ultimate Acropolis Rally of Greece | Marcus Grönholm Timo Rautiainen       | Ford Focus RS WRC 06          | BP Ford WRT                | WRC                  |
| 2007      | 54th BP Ultimate Acropolis Rally of Greece | Marcus Grönholm Timo Rautiainen       | Ford Focus RS WRC 07          | BP Ford WRT                | WRC                  |
| 2008      | 55th BP Ultimate Acropolis Rally of Greece | Sébastien Loeb Daniel Elena           | Citroën C4 WRC                | Citroën Total WRT          | WRC                  |
| 2009      | 56th BP Ultimate Acropolis Rally of Greece | Mikko Hirvonen Jarmo Lehtinen         | Ford Focus RS WRC 09          | BP Ford Abu Dhabi WRT      | WRC                  |
| 2010      | Non disputato                              | Non disputato                         | Non disputato                 | Non disputato              | Non disputato        |
| 2011      | 57th Acropolis Rally                       | Sébastien Ogier Julien Ingrassia      | Citroën DS3 WRC               | Citroën Total WRT          | WRC                  |
| 2012      | 58th Acropolis Rally                       | Sébastien Loeb Daniel Elena           | Citroën DS3 WRC               | Citroën Total WRT          | WRC                  |
| 2013      | 59th Acropolis Rally                       | Jari-Matti Latvala Miikka Anttila     | Volkswagen Polo R WRC         | Volkswagen Motorsport      | WRC                  |
| 2014      | 60th Acropolis Rally                       | Craig Breen Scott Martin              | Peugeot 208 T16               | Peugeot Rally Academy      | ERC                  |
| 2015      | 61st Seajets Acropolis Rally               | Kajetan Kajetanowicz Jarosław Baran   | Ford Fiesta R5                | Lotos Rally Team           | ERC                  |
| 2016      | 62nd Seajets Acropolis Rally               | Ralfs Sirmacis Arturs Šimins          | Škoda Fabia R5                | Sports Racing Technologies | ERC                  |
| 2017      | 63rd Seajets Acropolis Rally               | Kajetan Kajetanowicz Jarosław Baran   | Ford Fiesta R5                | Lotos Rally Team           | ERC                  |
| 2018      | 64th EKO Acropolis Rally                   | Bruno Magalhães Hugo Magalhães        | Škoda Fabia R5                | -                          | ERC                  |
| 2019–2020 | Non disputato                              | Non disputato                         | Non disputato                 | Non disputato              | Non disputato        |
| 2021      | 65th EKO Acropolis Rally of Gods           | Kalle Rovanperä Jonne Halttunen       | Toyota Yaris WRC              | Toyota Gazoo Racing WRT    | WRC                  |
| 2022      | 66th EKO Acropolis Rally Greece            | Thierry Neuville Martijn Wydaeghe     | Hyundai i20 N Rally1 Hybrid   | Hyundai Shell Mobis WRT    | WRC                  |
| 2023      | 67th EKO Acropolis Rally Greece            | Kalle Rovanperä Jonne Halttunen       | Toyota GR Yaris Rally1 Hybrid | Toyota Gazoo Racing WRT    | WRC                  |
| 2024      | 68th EKO Acropolis Rally Greece            | Thierry Neuville Martijn Wydaeghe     | Hyundai i20 N Rally1 Hybrid   | Hyundai Shell Mobis WRT    | WRC                  |
| 2025      | 69th EKO Acropolis Rally                   | Ott Tänak Martin Järveoja             | Hyundai i20 N Rally1          | Hyundai Shell Mobis WRT    | WRC                  |

## Statistiche[2]

### Vittorie
| Pos. | Pilota         | N° vittorie |
| ---- | -------------- | ----------- |
| 1    | Colin McRae    | 5           |
| 2    | Miki Biasion   | 3           |
| 2    | Sébastien Loeb | 3           |
| 2    | Walter Röhrl   | 3           |
| 2    | Carlos Sainz   | 3           |

| Pos. | Copilota        | N° vittorie |
| ---- | --------------- | ----------- |
| 1    | Nicky Grist     | 4           |
| 2    | Daniel Elena    | 3           |
| 2    | Luis Moya       | 3           |
| 2    | Tiziano Siviero | 3           |

| Pos. | Costruttore    | N° vittorie |
| ---- | -------------- | ----------- |
| 1    | Ford           | 17          |
| 2    | Lancia         | 8           |
| 3    | Subaru         | 5           |
| 4    | Citroën        | 4           |
| 4    | Mercedes       | 4           |
| 6    | Alpine-Renault | 3           |
| 6    | Opel           | 3           |
| 6    | Peugeot        | 3           |
| 6    | Toyota         | 3           |
| 6    | Hyundai        | 3           |

### Podi
| Pos. | Pilota         | N° podi |
| ---- | -------------- | ------- |
| 1    | Carlos Sainz   | 11      |
| 2    | Juha Kankkunen | 9       |
| 3    | Miki Biasion   | 7       |
| 3    | Sébastien Loeb | 7       |
| 5    | Markku Alén    | 6       |
| 6    | Mikko Hirvonen | 5       |
| 6    | Colin McRae    | 5       |
| 6    | Petter Solberg | 5       |

| Pos. | Copilota        | N° podi |
| ---- | --------------- | ------- |
| 1    | Luis Moya       | 9       |
| 2    | Daniel Elena    | 7       |
| 2    | Tiziano Siviero | 7       |
| 4    | Nicky Grist     | 4       |
| 4    | Ilkka Kivimäki  | 6       |
| 6    | Seppo Harjanne  | 5       |
| 6    | Jarmo Lehtinen  | 5       |
| 6    | Phil Mills      | 5       |
| 6    | Juha Piironen   | 5       |